# La Roque-sur-Pernes
La Roque-sur-Pernes är en kommun i departementet Vaucluse i regionen Provence-Alpes-Côte d'Azur i sydöstra Frankrike. Kommunen ligger i kantonen Pernes-les-Fontaines som tillhör arrondissementet Carpentras. År 2022 hade La Roque-sur-Pernes 431 invånare.

## Befolkningsutveckling
Antalet invånare i kommunen La Roque-sur-Pernes
| Referens: INSEE |